# Ma czar karma
Ma czar karma – singel Huberta „Spiętego” Dobaczewskiego z albumu Antyszanty.

## Notowania
| Lista (2009)                         | Najwyższa pozycja |
| ------------------------------------ | ----------------- |
| Lista przebojów Marka Niedźwieckiego | 52                |
| Lista przebojów Programu Trzeciego   | 10                |